# Renate Holzeisen
Renate Holzeisen (* 10. September 1966 in Bozen, Südtirol) ist eine italienische Politikerin (VITA) und Abgeordnete im Südtiroler Landtag.

## Leben
Renate Holzeisen wuchs in Bozen auf. Sie absolvierte an der Universität Innsbruck ein Studium der Volkswirtschaft sowie das von den Universitäten Innsbruck und Padua gemeinsam angebotene „Integrierte Diplomstudium der Rechtswissenschaften“. Die beiden Studien brachte sie mit Diplomarbeiten zum Themenfeld Forschungspolitik und zum Gebiet Steuerpflicht zum Abschluss. Beruflich ist Holzeisen als Rechtsanwältin, Wirtschaftsprüferin und Steuerberaterin tätig. Seit Juli 2022 betreibt sie mit Holzeisen Legal eine eigene Anwaltskanzlei.
Bei der Europawahl 2009 kandidierte Holzeisen auf der Liste des gemäßigt linken Wahlbündnisses Sinistra e Libertà (FdV im Verbund unter anderem mit SD und PSI). Das Bündnis erreichte in Südtirol 10,9 % der Listenstimmen und auf Holzeisen entfielen 11.820 Vorzugsstimmen. Da das Bündnis mit 3,13 % die landesweite Sperrklausel von 4 % nicht erreichte, verpasste sie den Einzug in das Europäische Parlament.
Bei der Europawahl 2019 kandidierte Holzeisen für das Team Köllensperger (in der Folge Team K) auf der liberal und pro-europäisch ausgerichteten Liste der in der Europapartei ALDE organisierten Partei Più Europa (im Verbund unter anderem mit IiC und PDE Italia). Das Bündnis erreichte in Südtirol 11,9 % der Listenstimmen. Da das Bündnis mit 3,09 % die landesweite Sperrklausel von 4 % verfehlte, verpasste sie erneut den Einzug in das Europäische Parlament. Vor dem Hintergrund unterschiedlicher Positionen in der Corona-Politik trat Holzeisen im November 2020 aus dem Team K aus.
Im Kontext der Corona-Pandemie ab 2020 positionierte sich Holzeisen als energische Covid-Leugnerin und Impfgegnerin und trat dem sogenannten „Corona-Ausschuss“ von Reiner Fuellmich bei.
Bei den Parlamentswahlen in Italien 2022 war Holzeisen Spitzenkandidatin der von der ehemaligen Cinque-Stelle-Parlamentarierin Sara Cunial initiierten impfkritischen Bewegung VITA in den Regionen Trentino-Südtirol und Venetien. Sie erreichte im Einerwahlkreis Bozen 6,6 % der Stimmen. Da VITA die landesweite Listensperrklausel von 3 % mit 0,72 % deutlich verfehlte, konnte Holzeisen nicht in die Abgeordnetenkammer des italienischen Parlamentes einziehen.
Bei der Landtagswahl in Südtirol 2023 kandidierte Holzeisen als Landeshauptfrau-Kandidatin an der Spitze der Liste VITA und konnte mit 5446 Vorzugsstimmen ein Mandat für den Südtiroler Landtag und damit gleichzeitig für den Regionalrat Trentino-Südtirol erringen.